# Hannah Mitchell
Hannah Maria Webster, també coneguda com Hannah Mitchell (1872 – 1956) fou una sufragista i socialista anglesa. Nasqué en una família de llauradors pobres de Derbyshire. Hannah Mitchell es trasllada a Bolton per a treballar com a costurera molt jove i serà allí on s'involucraria en el moviment socialista. Després de la Primera Guerra Mundial fou elegida regidora de la ciutat de Manchester i treballà com a magistrada, abans de treballar per al dirigent del Partit Laborista, Keir Hardie. Va morir a Manchester el 22 d'octubre del 1956 als vuitanta-quatre anys.

## Biografia

### Primers anys
Hannah Mitchell nasqué l'11 de febrer del 1872 en una casa de camp d'Alport Castles (Hope Woodlands), al districte de Derbyshire Peak. Era filla d'un granger i la quarta de sis fills. No va tenir accés a l'educació primària, tot i que el seu pare li va ensenyar a llegir i a escriure; havia de quedar-se a casa fent les tasques de la llar al costat de sa mare. Hannah s'adonà de les desigualtats sexuals des de ben petita.
També va observar els matrimonis imposats a les xiquetes per a evitar tenir fills fora del matrimoni amb els “xics de les granges dels voltants”. A l'edat de 13 anys, es va convertir en aprenenta de costurera, i als 14 anys, després d'una forta discussió amb sa mare, va deixar la casa i se n'anà a viure a Bolton (Lancashire), on va treballar com a modista i en el servei domèstic.

### Moviment sufragista
A Bolton, Hannah Mitchell millorà la seua educació, amb l'esperança de convertir-se en una mestra. Gràcies a un treball domèstic a casa d'un mestre d'escola, podia obtenir llibres per a aprendre. Es va involucrar en el moviment socialista i en l'organització The Labour Church, que treballava en el moviment obrer des de l'Església. Assistí a un dels mítings de Katharine Glasier, que la va influenciar.
A la casa on treballava, va conéixer al sastre Gibbon Mitchell. Es van casar el 1895; va donar a llum al seu únic fill; a causa de les dificultats del part i les dificultats econòmiques, Hannah Mitchell i el seu marit van decidir no tenir més fills. També cuidava d'una neboda òrfena.
Ella va continuar treballant com a costurera per a complementar els ingressos del marit i va continuar lluitant i convencent els socialistes masculins perquè considerassen la importància de les qüestions feministes. A més, ella i el seu marit també van atendre nombrosos actes del moviment The Clarion.
Al començament del segle xx, Hannah Mitchell va començar a parlar en públic en els aplecs del Partit Laborista Independent; també començà a treballar per a la Unió Social i Política de les Dones (en anglés WSPU) al costat d'Emmeline i Christabel Pankhurst. Hannah va recórrer el país fent discursos i campanya per al sufragi en les següents eleccions.
A l'estiu del 1906, Hannah Mitchell fou arrestada i enviada a la presó després d'interrompre una manifestació del Partit Liberal a Belle Vue, en què John Burns i Winston Churchill eren oradors. No obstant això, l'alliberaren aviat després que el seu marit en pagàs la fiança. L'agitació va continuar i les reunions públiques es van tornar més perilloses a mesura que la violència sexista va augmentar.
El 1907 va sofrir una crisi nerviosa per excés de treball i desnutrició. Mentre que se'n recuperava, Charlotte Despard la va visitar i li va donar diners per a aliments. El 1908 deixà la WSPU i es va unir al moviment de Charlotte Despard, Women’s Freedom League, també sufragista.
Durant la Primera Guerra Mundial, Hannah Mitchell recolzà el partit pacifista fent de voluntària per a la No Conscription Fellowship o per a Women’s International League. El 1918, en tornà a treballar amb la primera, i al 1924 la nomenaren membre del Consell de la ciutat de Manchester, fins al 1935. Hannah Mitchell fou magistrada el 1926 i durant els següents 11 anys. El 9 de maig del 1939, ajudà a organitzar una reunió de 40 exsuffragettes a Manchester.

### Darrers anys i defunció
Cap al final de la Segona Guerra Mundial, començà a escriure una autobiografia, que van romandre inèdita durant la seua vida. Després de la guerra, va escriure per als diaris The Northem Voice i per al Manchester City News. Mitchell va morir el 22 d'octubre del 1956 a sa casa (Manchester). La seua autobiografia, The Hard Way Up, the Autobiography of Hannah Mitchell, Suffragette and Rebel, l'edità el seu net al 1968.

## Reconeixement i llegat
Hi ha una placa blava dedicada a ella a la paret de la casa on vivia amb la família a Ashton-under-Lyne, entre 1900 i 1910. També hi ha una placa blava a la casa on visqué els darrers anys, en el número 18 del carrer d'Ingham, a Newton Heath.
El 2012 es va crear la Hannah Mitchell Foundation, un fòrum per al desenvolupament del govern del nord d'Anglaterra. El nom va ser triat, segons els fundadors, en memòria d'una destacada socialista i feminista, orgullosa de les seues arrels obreres.
El 2015, s'estrenà una pel·lícula dirigida per Sarah Gavron, amb el nom de Suffragette (pel·lícula). El personatge de l'actriu protagonista de la pel·lícula, Carey Mulligan, s'inspira en Hannah Mitchell, com el personatge fictici Maud Watts, entre moltes altres dones de classe treballadora que van lluitar pel dret al vot.